# کنت بیانچی
کنت آلسیو بیانچی (متولد ۲۲ مه ۱۹۵۱) قاتل زنجیره ای، آدم‌ربا و متجاوز آمریکایی است. وی به خاطر قتلهای ۱۹۷۹-۱۹۷۷ تپه‌های استرانگلر که با پسر عمویش آنجلو بونو جونیور انجام داده بود و همچنین به دلیل قتل دو زن دیگر در واشینگتن توسط خودش شناخته شده‌است. بیانچی در حال حاضر به دلیل این جنایات محکوم به حبس ابد در ندامتگاه ایالتی واشینگتن است.
بیانچی همچنین مظنون به قتل بر اساس حروف الفبا، سه قتل ناشناخته در شهر زادگاهش روچستر، نیویورک، از سال ۱۹۷۱ تا ۱۹۷۳ است.

## اوایل زندگی
کنت آلسیو بیانچی در ۲۲ مه ۱۹۵۱ در روچستر نیویورک از یک روسپی الکلی متولد شد که دو هفته پس از تولد او را برای فرزندخواندگی واگذار کرد. وی در اوت ۱۹۵۱ توسط نیکلاس بیانچی و همسرش فرانسیس سیولیونو-بیانچی به فرزندی پذیرفته شد و تنها فرزند آنها بود.
بیانچی از کودکی به شدت با مادرخوانده خود دچار مشکل بود. مادرخوانده او را یک "بیمار دروغگویی " توصیف می‌کند. او اغلب دچار بی‌توجهی و فرورفتن در خلسه خیال‌بافی بود، که در آن چشم‌هایش به سمت عقب سر می‌چرخیدند. یک پزشک به علت این علائم بیانچی ۵ ساله را تشنج غایب تشخیص می‌دهد. بیانچی نیز به دلیل مشکل بی‌اختیاری ادراری مرتباً توسط پزشکان معاینه می‌شد که این امر باعث تحقیر شدید او شده بود.
بیانچی مشکلات رفتاری زیادی داشت و مستعد خشونت بود. فرانسیس چندین بار با انتقال وی به روانپزشک سعی در مراقبت از او داشت، در حالی که بیانچی در ۱۰ سالگی به اختلال شخصیتی منفعل-پرخاشگر مبتلا شد. ضریب هوشی بیانچی در سن ۱۱ سالگی، ۱۱۶ سنجیده شد، اما علی‌رغم داشتن هوش بالاتر از حد متوسط، وی فردی کم‌کار بود و به دلیل عدم کنار آمدن با معلمان، دو بار مدرسه را عوض کرد. فرانسیس او را «تنبل» توصیف می‌کند و معلمانش ادعا می‌کنند که او کمتر از توانایی خود کار می‌کرده‌است.
در سن بزرگسالی، بیانچی پس از یک ترم تحصیل را رها کرد و یک سری کارهای خرد را پشت انجام و سرانجام در سمت نگهبان یک فروشگاه طلا و جواهر به آن پایان داد. این امر به وی فرصت سرقت اجناس قیمتی را می‌داد، که اغلب آنها را به دوست دختر یا روسپی‌ها می‌داد تا وفاداری آنها را جذب کند. به خاطر بسیاری از سرقت‌های کوچک، بیانچی مدام در حال جابجایی بود.
قتل‌های حروف الفبا از سال ۱۹۷۱ تا ۱۹۷۳ در روچستر و اطراف آن رخ داده‌است. سه دختر جوان (کارمن کلون، واندا واکوویچ و میشل ماینزا) ربوده شده، مورد تعرض جنسی و قتل قرار گرفتند. بیانچی هرگز به‌طور رسمی در این جنایات متهم نشد، اما او مظنون بود زیرا او در نزدیکی دو صحنه قتل به عنوان فروشنده بستنی کار می‌کرد و اتومبیل مشابه خودروی مشکوکی را که در نزدیکی یکی از مناطق آدم‌ربایی دیده شده بود، رانده بود. بیانچی زیر بار مسئولیت هیچ‌کدام از این قتل‌ها نرفته‌است.
بیانچی در سال ۱۹۷۷ به لس آنجلس، کالیفرنیا نقل مکان کرد و بیشتر وقتش را با پسر عموی بزرگتر خود (و برادرزاده فرانسس) آنجلو بونو می‌گذراند. آنجلو با لباس‌های زیبا، جواهرات و استعدادی که در جذب هر زنی که می‌خواست داشت، بیانچی را تحت تأثیر قرار داده بود. طولی نکشید که آن دو به عنوان جاکِش با هم کار می‌کردند و تا اواخر سال ۱۹۷۷، به قتل‌هایی که به "قتلهای تپه‌های استرانگلر " معروف شد، شناخته شدند. در زمان دستگیری، در اوایل سال ۱۹۷۹، بیانچی و بونو ده زن را مورد تجاوز و قتل قرار داده بودند.

## قتلها
بیانچی و بونو معمولاً با اتومبیل بونو در اطراف لس آنجلس گشت و گذار می‌کردند و با استفاده از نشان‌های جعلی، زنان را متقاعد می‌کردند که پلیس مخفی هستند. قربانیان آنها زنان و دختران ۱۲ تا ۲۸ ساله از طیف‌های مختلف اجتماع بودند. آنها قربانیان را با ماشین بونو، که ادعا می‌کردند یک ماشین پلیس بدون مارک است، به خانه بونو برده، شکنجه کرده و به قتل می‌رساندند.
هر دو مرد قبل از خفه کردن قربانیان، از آنها سوءاستفاده جنسی می‌کردند. آنها روش‌های دیگری برای کشتن مانند تزریق کشنده، شوک الکتریکی و مسمومیت با مونوکسید کربن را آزمایش کرده بودند. حتی در حین ارتکاب قتل‌ها، بیانچی برای کار در اداره پلیس لس آنجلس (LAPD) درخواست کرده و حتی در حالی که برای ماجرای تپه‌های استرانگلر تحت تعقیب بود، چندین بار به همراه پلیس به آن مناطق رفته بود.
یک شب، اندکی پس از آنکه آنها یازدهمین قتل خود را اعلام کردند، بیانچی به بونو خبر رساند که وی در ماشینهای گشت پلیس LAPD بوده و در حال حاضر در مورد پرونده استرانگلر مورد بازجویی قرار گرفته‌است. بونو عصبانی شد و او را تهدید کرد که اگر بیانچی را به بلینگهام، واشینگتن منتقل نشود، او را خواهد کشت، کاری که بیانچی در ماه مه ۱۹۷۸ انجام داد.
در ۱۱ ژانویه سال ۱۹۷۹، بیانچی، به عنوان نگهبان امنیتی، دو دانشجوی دختر را فریب داد و به خانه ای که از آن محافظت می‌کرد برد. این زنان کارن ماندیچ ۲۲ ساله و دایان وایلدر ۲۷ ساله بودند که هر دو دانشجوی دانشگاه غربی واشینگتن بودند. بیانچی، ماندیچ را به زور از پله‌ها پایین آورد و سپس او را خفه کرد. وی وایلدر را به روشی مشابه به قتل رساند. بیانچی بدون کمک شریکش، سرنخ‌های بسیاری به جای گذاشت و روز بعد پلیس وی را دستگیر کرد. یک گواهینامه رانندگی در کالیفرنیا و یک بررسی معمولی سابقه، وی را به آدرس دو قربانی استرانگلر متصل کرد.
پس از دستگیری، بیانچی اعتراف کرد که در سال ۱۹۷۷ او و بونو در حالی که خود را به عنوان افسر پلیس جا زده بودند، زن جوانی به نام کاترین لور را به قصد ربودن و کشتن، متوقف کرده، اما پس از اطلاع از اینکه او دختر پیتر لور بازیگر است، او را آزاد کرده‌اند. کاترین تنها پس از دستگیری این افراد از هویت آنها مطلع شد.

## محاکمه
در محاکمه بیانچی، او به خاطر جنون، بی گناه شناخته شد و ادعا کرد که شخص دیگری، «استیو واکر»، این جنایات را مرتکب شده‌است. اعتقاد بر این بود که او اخیراً فیلم «سیبل» را که در مورد یک اسکیزوفرن چندشخصیتی به‌علت سوءاستفاده‌هایی که در کودکی از او می‌شده، دیده‌است. او چند روانپزشک متخصص را متقاعد کرد که واقعاً از اختلال شخصیت چندگانه رنج می‌برد، اما محققان، روانپزشکان خود به ویژه مارتین اورن را به این پرونده وارد کردند. هنگامی که اورن به بیانچی اشاره کرد که در موارد اصلی اختلال، سه شخصیت یا بیشتر وجود دارد، بیانچی بلافاصله نام مستعار دیگری را ایجاد کرد، «بیلی». اورن ثابت کرد که بیانچی در مورد داشتن چندین شخصیت برای جلوگیری از پیگرد قانونی دروغ گفته‌است و بیانچی را با معرفی وی به وکیل خود که در آنجا نبود آزمایش کرد. بیانچی با یک وکیل خیالی تعامل داشت. سپس اورن وکیل واقعی خود را آورد که بیانچی را به هم ریخت و او ادعا کرد که وکیل خیالی از بین رفته‌است. وی سرانجام به منظور جلوگیری از مجازات اعدام در ایالت واشینگتن، گناه خود را پذیرفت.
سرانجام، محققان دریافتند که نام «استیون واکر» را از دانش آموزی که بیانچی قبلاً از او سرقت کرده بوده، استفاده کرده تا روانشناس‌ها را گول بزند. پلیس همچنین یک کتابخانه کوچک با کتاب‌های روانشناسی مدرن را در خانه بیانچی پیدا کرد، که نشان دهنده توانایی وی در جعل این اختلال است. هنگامی که ادعاهایش تحت این موشکافی قرار گرفت، سرانجام بیانچی اعتراف کرد که وی این اختلال را جعل کرده‌است. سرانجام بیماری او را اختلال شخصیت ضد اجتماعی همراه با سادیسم جنسی تشخیص دادند.

## برای مطالعهٔ بیشتر
- Farnsworth, Cheri. "The True Story of the Double Initial Murders". The Alphabet Killer.
- ذهن یک قاتل، قسمت‌های ۱ و 2 (1985)، مستند PBS